# Gymnasium Haus Overbach

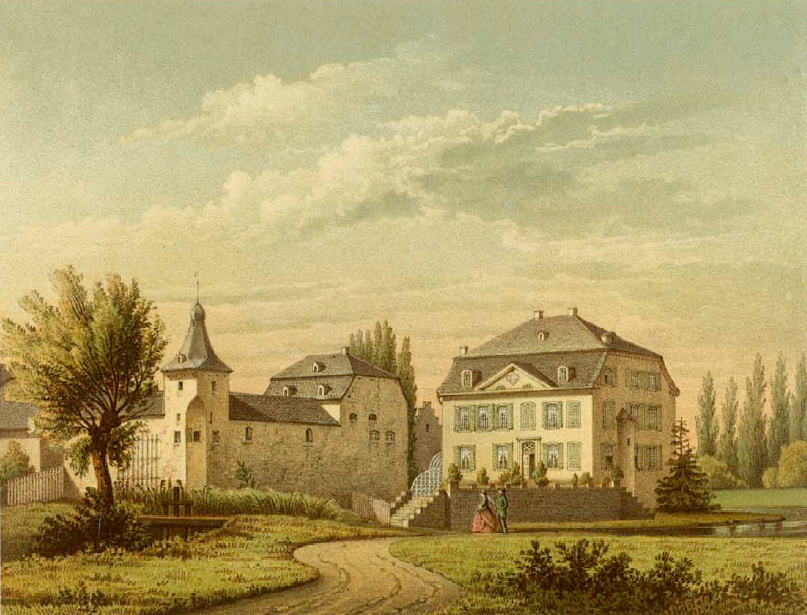
Burg Overbach um 1860 (Sammlung Alexander Duncker)

Das Gymnasium Haus Overbach im Jülicher Stadtteil Barmen ist ein staatlich anerkanntes Gymnasium in freier Trägerschaft der Haus Overbach gGmbH. Zurzeit besuchen ca. 900 Schüler die Schule, die Mitglied im MINT-EC-Verein ist.
Weitere Gymnasien in der ca. 5 km entfernten Kernstadt Jülich sind das Mädchengymnasium Jülich und das Gymnasium Zitadelle.
Die Schule wurde 1918 gegründet und war bis 1981 eine Jungenschule. Bekannt sind das Sinfonieorchester, das Overbacher Blasorchester, die Chöre der Overbacher Singschule und zahlreiche Sportgruppen der Schule. Musik, Sprachen und Naturwissenschaften bilden Schwerpunkte im Schulprofil. Lokal bekannt ist zudem das Overbacher Adventssingen des Blasorchesters und der Overbacher Chöre. In jedem Herbst wird von Haus Overbach ein Schulfest, die „Overbacher Kirmes“, veranstaltet, deren Erlöse für Neuanschaffungen, z. B. neue Turngeräte, verwendet werden.
Zudem veranstaltet das Gymnasium jährlich in den Sommerferien mit Unterstützung des Forschungszentrum Jülichs, der RWTH Aachen und einiger weiterer Organisationen eine Ferienakademie, die aktuelle Themen der Forschung (Gentechnologie, Kosmologie, Meteorologie, künstliche Intelligenz etc.) behandelt. Hierzu finden sich neben eigenen Schülern auch Schüler aus dem gesamten Bundesgebiet ein. Aufgrund finanzieller Unterstützung des Unternehmens IBM konnte im Sommer 2006 erstmals auch eine Gruppe chinesischer Schüler und im Sommer 2007 eine Gruppe türkischer Schüler an der Ferienakademie teilnehmen.
Im Rahmen der sog. „Overbacher Kultur specials“, die mit Unterstützung der Lokalzeitung Aachener Nachrichten durchgeführt wurden, haben auch Persönlichkeiten wie Reinhold Messner, Reiner Kunze, Michel Friedman und Jürgen Fliege das Gymnasium besucht, um dort Vorträge zu halten und mit der interessierten Öffentlichkeit bzw. den Schülern zu diskutieren.

## Geschichte des Schulbetriebs
Am 16. November 1918 verkaufte Reichsgraf von und zu Hoensbroech das Wasserschloss Haus Overbach an die Oblaten des hl. Franz von Sales, die das Gebäudeensemble zu einem Gymnasium umbauten, sodass am 24. April 1919 die Missionarsstudienanstalt Overbach unter Schulleiter Pater Franz Xaver Bogenberger den Betrieb aufnahm. Bogenberger wurde 1923 von Pater Albert Filchner im Amt des Schulleiters abgelöst. Am 30. Januar 1921 wurde die erste Overbacher Kapelle eingeweiht und im Jahre 1923 das Internatsgebäude fertiggestellt. Das Internat wurde inzwischen geschlossen.
1939 musste die Missionsschule schließen und wurde in ein Quartier für rund 600 Westwallarbeiter umgewandelt. 1941 wurden in Haus Overbach 400 Kölner Waisenkinder untergebracht. Ab 1944 war es durch Kriegseinwirkungen schwer beschädigt, ganze Gebäudeteile lagen in Trümmern. Die nach dem Zweiten Weltkrieg neu errichteten Gebäude behielten die Flucht der Wirtschaftsflügel des alten Wasserschlosses, das Herrenhaus, in dem heute die Bibliothek des Gymnasiums untergebracht ist (siehe obiges Bild), und den wassergefüllte Nord- und Ostteil der Grabenanlagen bei.
Am 19. September 1946 wurde die Private Mittelschule Overbach durch Schulleiter Pater Peter Thull eröffnet, der am 27. April 1948 durch Pater Johannes Weindorf als neuer Schulleiter abgelöst wurde. In dieser Zeit wurde Overbach als Altsprachliches Progymnasium Haus Overbach vorläufig staatlich anerkannt. 1953 wurde Pater Dr. theol. et phil. Hubert Pauels neuer Schulleiter, und am 23. Oktober 1955 wurde der Neubau der Aula und Turmhalle eingeweiht. 1960 erfolgte die Umbenennung in Altsprachliches Gymnasium Haus Overbach und am 30. April 1960 die dauerhafte Anerkennung als Progymnasium. Am 12. Januar 1961 wurden östlich der bestehenden Gebäude die Bauarbeiten für den neuen Schultrakt I aufgenommen. Ab 13. April 1961 lautete der offizielle Name der Schule Gymnasium i.E. Haus Overbach. In diesem Jahr gab es zum ersten Mal eine Obersekunda in Overbach, sodass am 10. März 1964 die erste altsprachliche Reifeprüfung abgelegt wurde. Am 22. Juni 1970 folgte das erste Abitur am neusprachlichen Zweig. Zu Beginn der 1970er Jahre wurde die Reformierte Oberstufe eingeführt. Das erste Abitur nach der Reform wurde am 18. Juni 1974 vergeben. Nur knapp zwei Monate später wurde Erwin Hoffmann am 1. August 1974 neuer Schulleiter.
Am 7. September 1981 begann die Koedukation am GHO. Ein Jahr später, am 7. September 1982, wurde die neue Turnhalle eingeweiht und wieder ein Jahr später, am 22. August 1983, schließlich der neue Schultrakt IV.
1989 übernahm Heinz Lingen die Schulleitung. Nach 25-jähriger Tätigkeit am Gymnasium wechselte er 2014 in die Geschäftsleitung der Gesamteinrichtung Haus Overbach. Seitdem leitete Thorsten Vogelsang die Schule kommissarisch und ist seit dem 1. August 2015 Direktor des Gymnasiums Haus Overbach. Seit 2018 hat der neue Mitgesellschafter Christliches Jugenddorfwerk Deutschlands die Geschäftsführung der Gesamteinrichtung Haus Overbach übernommen. Die Trägerschaft wechselte von den Oblaten des hl. Franz von Sales zur Haus Overbach gGmbH.

## Musik und Kunst
Musik bildet einen Schwerpunkt im Profil des Gymnasiums Haus Overbach. Die Schüler haben in insgesamt vier Orchestern (Junges Orchester Overbach, Sinfonieorchester, Blasorchester und Kammerorchester) und vier Chören (Singkreis, Kinderchor, Junger Chor, Kammerchor) zahlreiche Möglichkeiten, sich musikalisch zu bilden. In der Oberstufe besteht zusätzlich die Möglichkeit, die Orchester- oder Chorarbeit (Instrumental-/Vokalpraktischer Kurs) in die Abiturprüfung einzubringen.
Der Kinderchor, der Junge Chor und das Blasorchester veranstalten jährlich ein Adventssingen in der Klosterkirche von Overbach, und das Kammerorchester und der Kammerchor führt jährlich das Weihnachtsoratorium von J. S. Bach auf.
Das Gymnasium stellt Räume für nachmittäglichen instrumentalen Einzelunterricht zur Verfügung, der von auswärtigen Musiklehrern gegeben wird. Diese stehen dabei in Kontakt mit der Schule und den Orchestern und ergänzen das musikalische Ausbildungsangebot der Region Jülich (z. B. der Musikschule Jülich), da nicht nur Schüler des Gymnasiums hier unterrichtet werden.
Zudem wurde 2016 das Burgtheater Overbach, eine hauseigene Theaterbühne, gegründet. Das Burgtheater Overbach entstand im Rahmen einer Kooperation zwischen der Aachener Schauspielschule und dem Gymnasium Haus Overbach.
Das Burgtheater Overbach hat zudem die Aufgabe der professionellen Bildung und Weiterbildung. So finden Fortbildungen für Pädagogen und Lehrer zu den Fachbereichen Literatur und Theater statt. Das Angebot richtet sich überregional an Gymnasiallehrer, die z. B. Literaturkurse leiten.
Darüber hinaus werden z. B. Schauspielworkshops für Theaterinteressierte angeboten. Hierbei werden stets Fächer wie Schauspiel, Sprecherziehung, Bühnenkampf, Gesang und Tanz unterrichtet.

## Astronomie

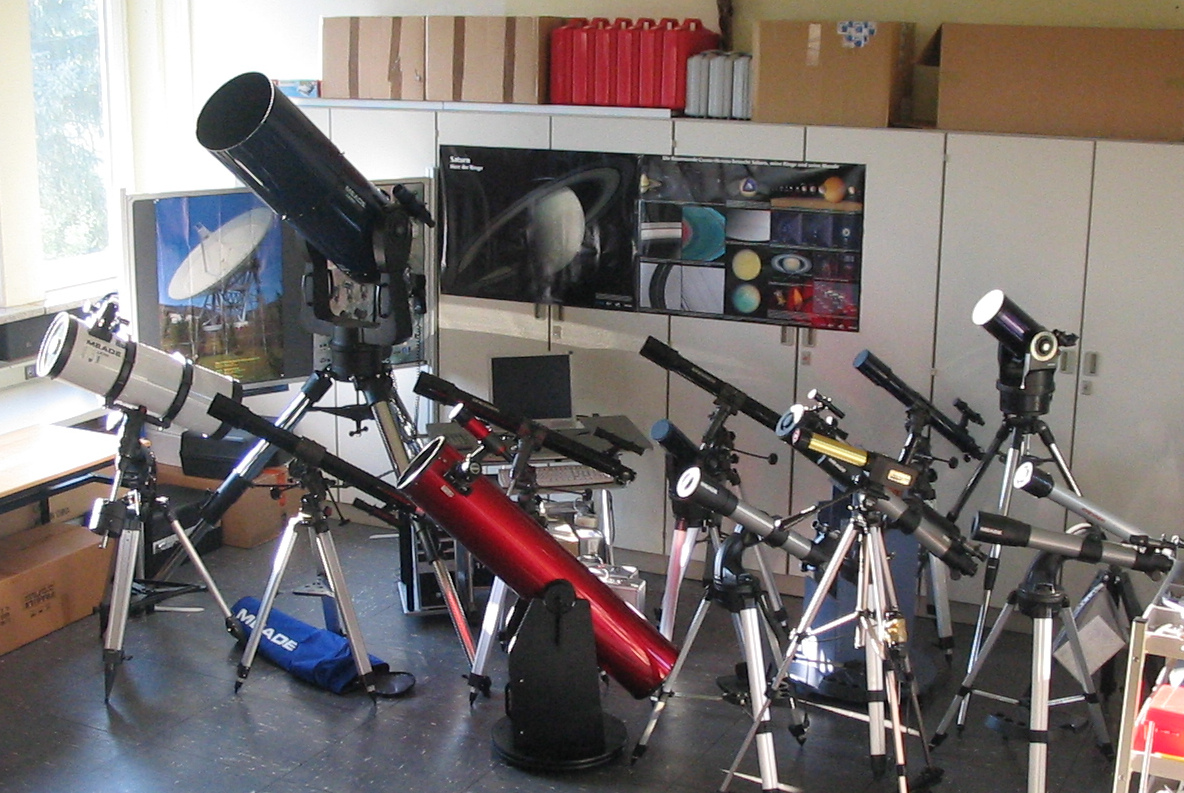
Teleskope am Gymnasium Haus Overbach

Das Gymnasium Haus Overbach verfügt über mehrere Teleskope mit Öffnungen von sieben bis 32 Zentimetern. Die optischen Systeme reichen von einfachen Refraktoren über Newton-Spiegelteleskope bis hin zu Schmidt-Cassegrains. Mit diesen Teleskopen können astronomische Ereignisse wie Finsternisse oder Transite in die Schule und den Unterricht live übertragen werden. Im Rahmen von Arbeitsgemeinschaften nutzen auch Schüler anderer Schulen die Möglichkeit, mit diesen Teleskopen zu arbeiten.

## New Lunar Society
Durch Wissenschaftsabende der New Lunar Society soll bei Schülern Interesse für Naturwissenschaften geweckt werden.
Dazu werden in unregelmäßigen Zeitabständen Wissenschaftler aus Universitäten, dem Forschungszentrum Jülich oder der RWTH Aachen eingeladen, um über aktuelle Themen aus der Forschung zu referieren. Bekannte Dozenten bei Wissenschaftsabenden waren beispielsweise Harald Lesch, Ulrich Walter, H.J. Blome oder Walter Oelert.
Das Projekt „Lehrer – Schüler – Wissenschaftler im Dialog“ wurde von der Robert-Bosch-Stiftung mit dem ersten Preis prämiert.

## Euregionale 2008/Science College
Haus Overbach trug mit dem Bau des Science College zur Euregionale 2008 bei. Das 7,2 Millionen Euro teure Bauprojekt soll die Kommunikation und Zusammenarbeit zwischen Schülern, Wissenschaftlern, Universitäten, dem Forschungszentrum Jülich und anderen wissenschaftlichen Einrichtungen fördern. Das mehrstöckige Gebäude enthält mehrere Labore, Seminarräume und auf dem Dach eine Plattform für Teleskope. Zusätzlich zum Hauptgebäude wurde auch ein Gästehaus mit Unterkünften gebaut.
Es wurde im Sommer 2009 fertiggestellt.
Im Januar 2016 wurde das Science College Overbach vom NRW Wirtschaftsminister Garrelt Duin (SPD) als „Ort des Fortschritts NRW“ ausgezeichnet.

## Sonstiges
- Haus Overbach ist eine Station der Wasserburgen-Route.
- Haus Overbach ist Kooperationsschule des Fußball-Verbands Mittelrhein.[13]
- Um Haus Overbach herum führt der erste Biberpfad der Biologischen Station Düren.[14]

## Bekannte Absolventen
- Der Landrat des Kreises Düren, Wolfgang Spelthahn, ist Absolvent des Gymnasiums Haus Overbach.
- Der TV-Moderator Joko Winterscheidt besuchte zeitweise das Gymnasium Haus Overbach und lebte im Internat.[15]
- Der U19-Nationalspieler und Spieler des 1. FC Köln, Reinhold Yabo, besuchte das Gymnasium Haus Overbach.
- Der deutsche Fußballprofi des 1. FC Heidenheim, Robert Leipertz, besuchte das Gymnasium Haus Overbach und machte dort sein Abitur.[16]
- Der Schauspieler, Regisseur, Theaterpädagoge und Schauspielschulleiter René Blanche war Schüler und Absolvent des Gymnasiums[17]
- Der Opern- und Konzertsänger Michael Dahmen absolvierte sein Abitur im Jahr 2000 am Gymnasium Haus Overbach.
- Anno August Jagdfeld (* 1946), Fundus-Gruppe